# Royaards

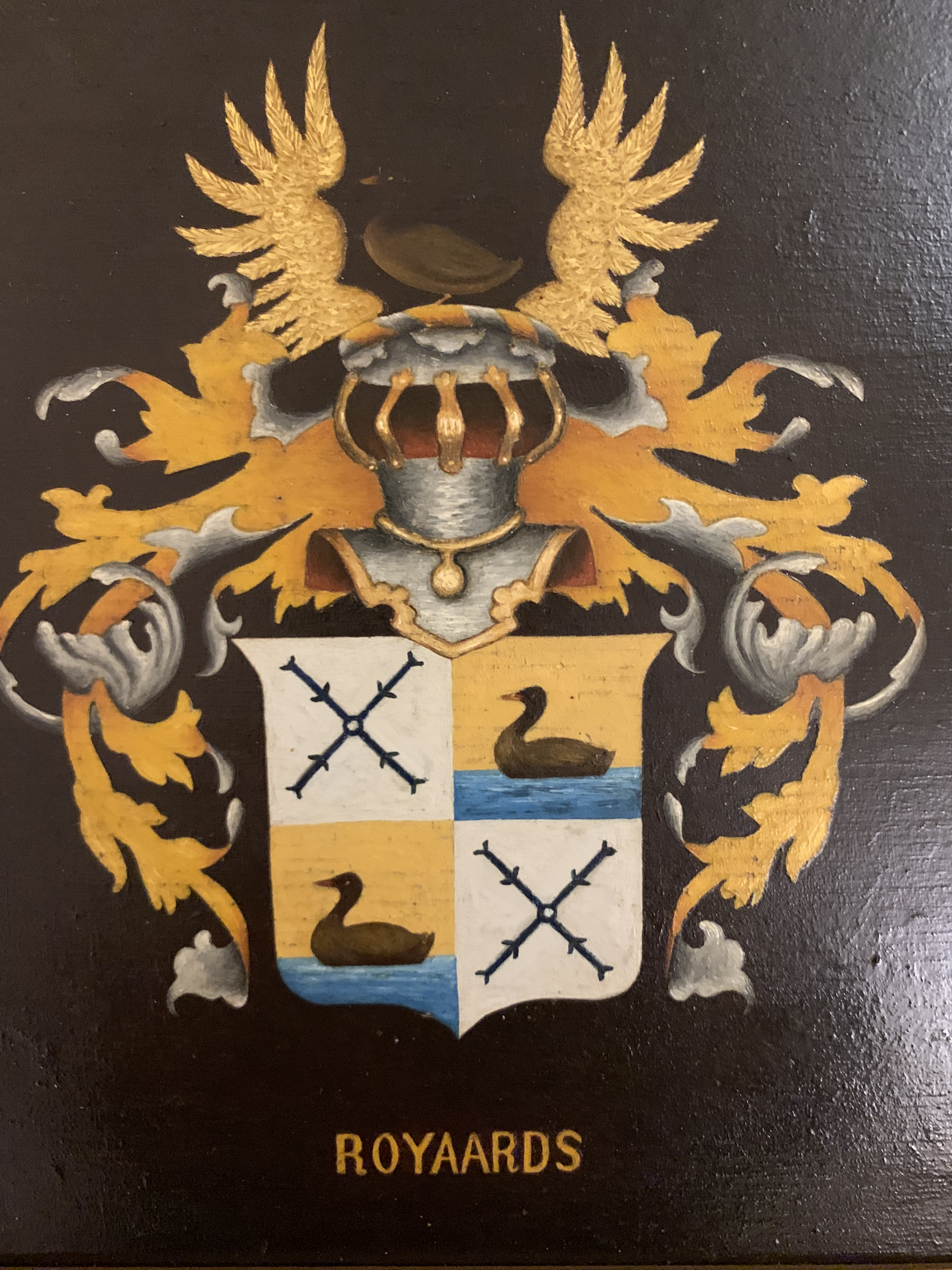
Wapenschild familie Royaards

Royaards (ook: Van Erpers Roijaards en: Sutherland Royaards) is een Nederlandse familie waarvan de genealogie sinds 1910 is opgenomen in het naslagwerk Nederland's Patriciaat.

## Geschiedenis
De stamvader is Hendrik Willem Hanssen (†1574/1575) die schepen van Waalre en landbouwer op de Rooy was. Diens zoon noemde zich Royers, en een kleinzoon Gijsbrecht Fransz Royaerts (†1654/1655). De naam is ontleend aan het nog bestaande goed De Rooy te Waalre. In 1675 werd De Rooy tezamen met alle andere grondeigendommen ter plaatse door de voogden van de kinderen van Jan Gijsbrechtsz Royaerts (†1674) verkocht, waarna op den duur de zoons hun geboortestreek verlieten.
De oudste tak leverde vanaf het eind van de 19e eeuw vele toneelspelers en -regisseurs, alsmede andere kunstenaars. De jongste tak leverde vanaf de 19e eeuw vooral bestuurders.

## Wapen
Het wapen van de familie Royaards: gevierendeeld met in I en IV een in zilver schuingeplaatst blauw krukkenkruis met in het hart een geledigd vierkant. In II en III in goud een zwart eendje zwemmend op een blauw water. Het helmteken is een zwart eendje in een vlucht van blauw en zilver. De dekkleden zijn blauw, gevoerd met zilver.

## Enkele telgen

### Oudste tak
Dr. h.c. Willem Cornelis Royaards (1867-1929), acteur en regisseur; trouwde in 1894 met Josephine Louisa Spoor (1868-1961), declamatrice; trouwde in 1903 met jkvr. Jacqueline Sandberg (1876-1976), toneelspeelster
- Mr. Willem Cornelis Royaards (1899-1989), journalist [geboren uit de relatie van zijn vader met de Engelse balletdanseres Georgiana Louisa Eveline Whiteley]
- Johan Jacob Royaards (1902-1975), kunstschilder
- Ben Royaards (1904-1966), toneelspeler en regisseur; trouwde in 1931 met Marcelle Georgette Hagedoorn (1910-1995), die in 1952 hertrouwde met de dichter mr. Martinus Nijhoff (1894-1953); trouwde in 1948 met Lea van Laar (1923)
  - René Benjamin Royaards (1932), regisseur en producer, directeur/eigenaar video productiebedrijf
  - Julien George Roijaards (1935), acteur en regisseur; trouwde in 1960 met Pietronella Cornelia Knegtmans (1938), toneelspeelster
    - Marcel Julien Roijaards (1966), toneelspeler; in relatie met Judith Linssen (1969), toneelspeelster en dochter van Carol Linssen (1941), toneelspeler, en Christine Ewert (1943), toneelspeelster

  - Joannes Jacobus (Hans) Royaards (1951), acteur, schrijver en regisseur; was tussen 1982 en 1996 getrouwd met Brigitte De Man (1957), actrice
    - Benjamin Royaards (1984), schrijver en portretschilder
- Cornelis Willem Royaards (1906-1970), architect; trouwde in 1936 met Rensina ten Holt (1914), tekenaar en illustrator
  - Willem Cornelis Royaards (1936-1994), bedrijfsarts
    - Tjeerd Willem Royaards MSc. (1980), cartoonist

  - Rense Johannes Roijaards (1938), acteur en regisseur
  - Benjamin Lucien Roijaards (1939-2009), beeldend kunstenaar
    - Sylvine Rensina Royaards (1959-1992), kunstschilderes

  - Joachim Gisbertus Roijaards (1943-2012), acteur en regisseur; trouwde in 1972 met Frida Nicole Pittoors (1947), toneelspeelster
  - Elisabeth Johanna Roijaards (1947), modeontwerpster
  - Jan Gijsbrecht Roijaards (1952), kunstschilder

### Jongste tak

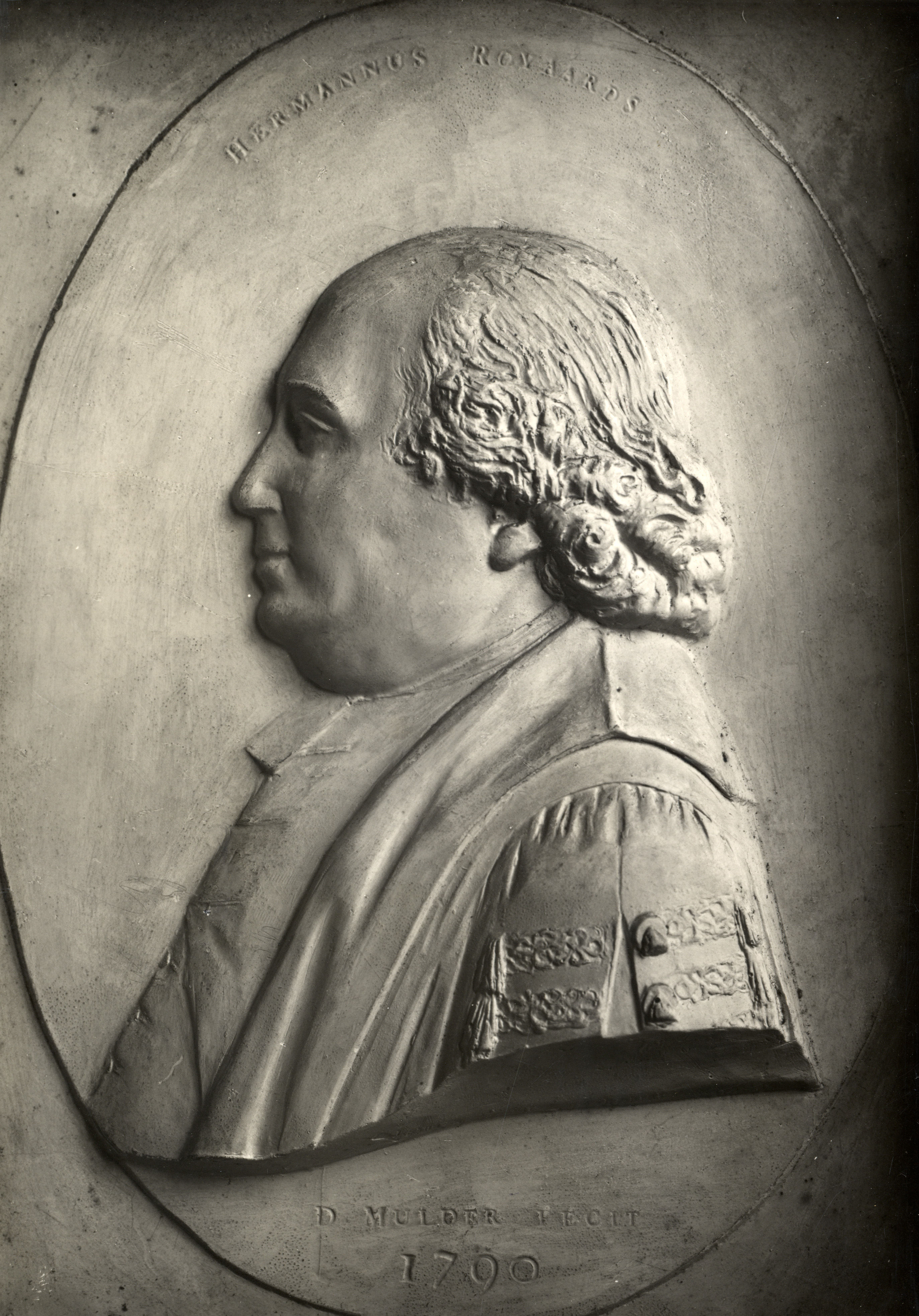
Portret van Hermanus Royaards (1753-1825), gemaakt door David Mulder in 1799.

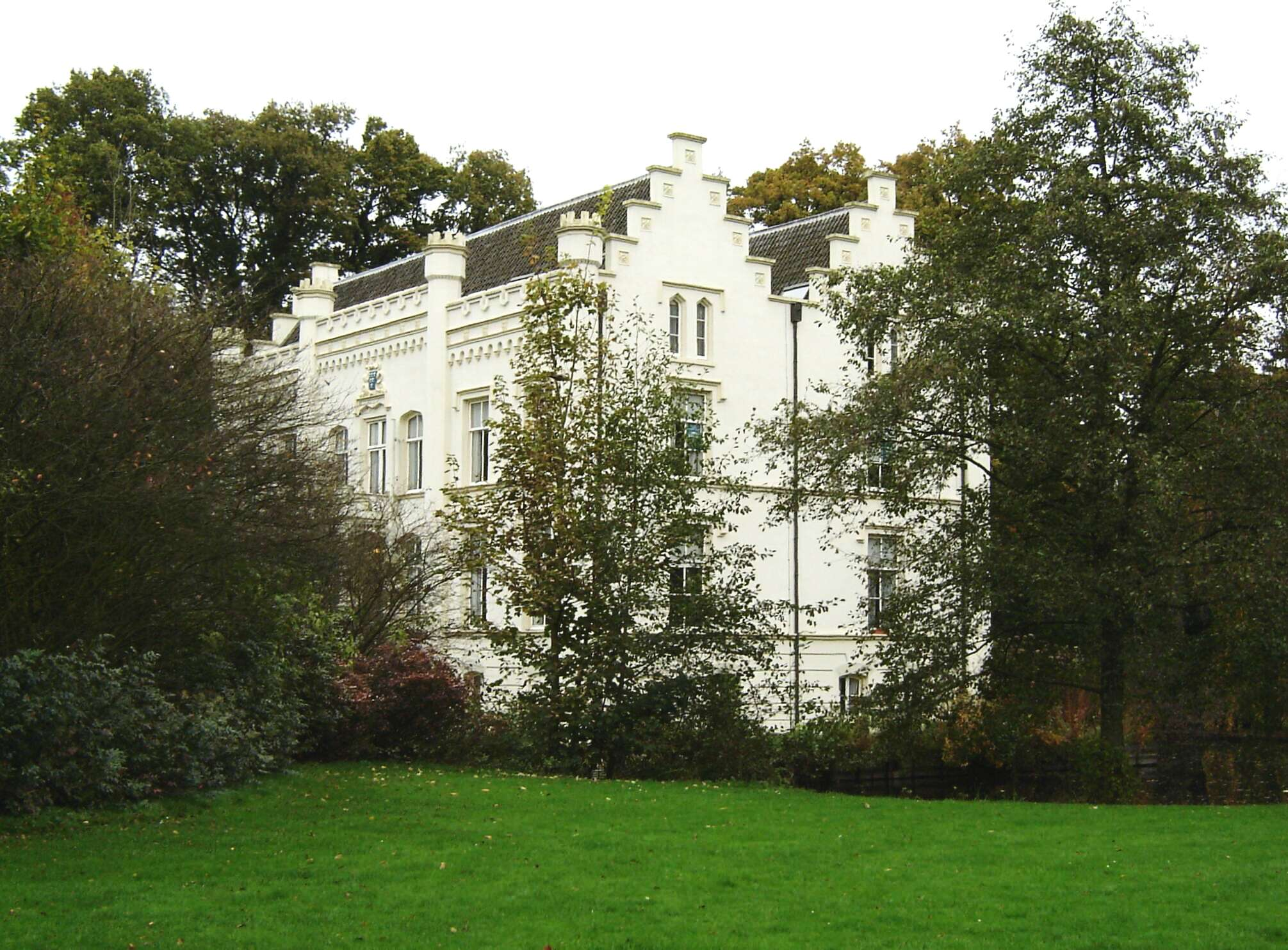
Huis Scherpenzeel

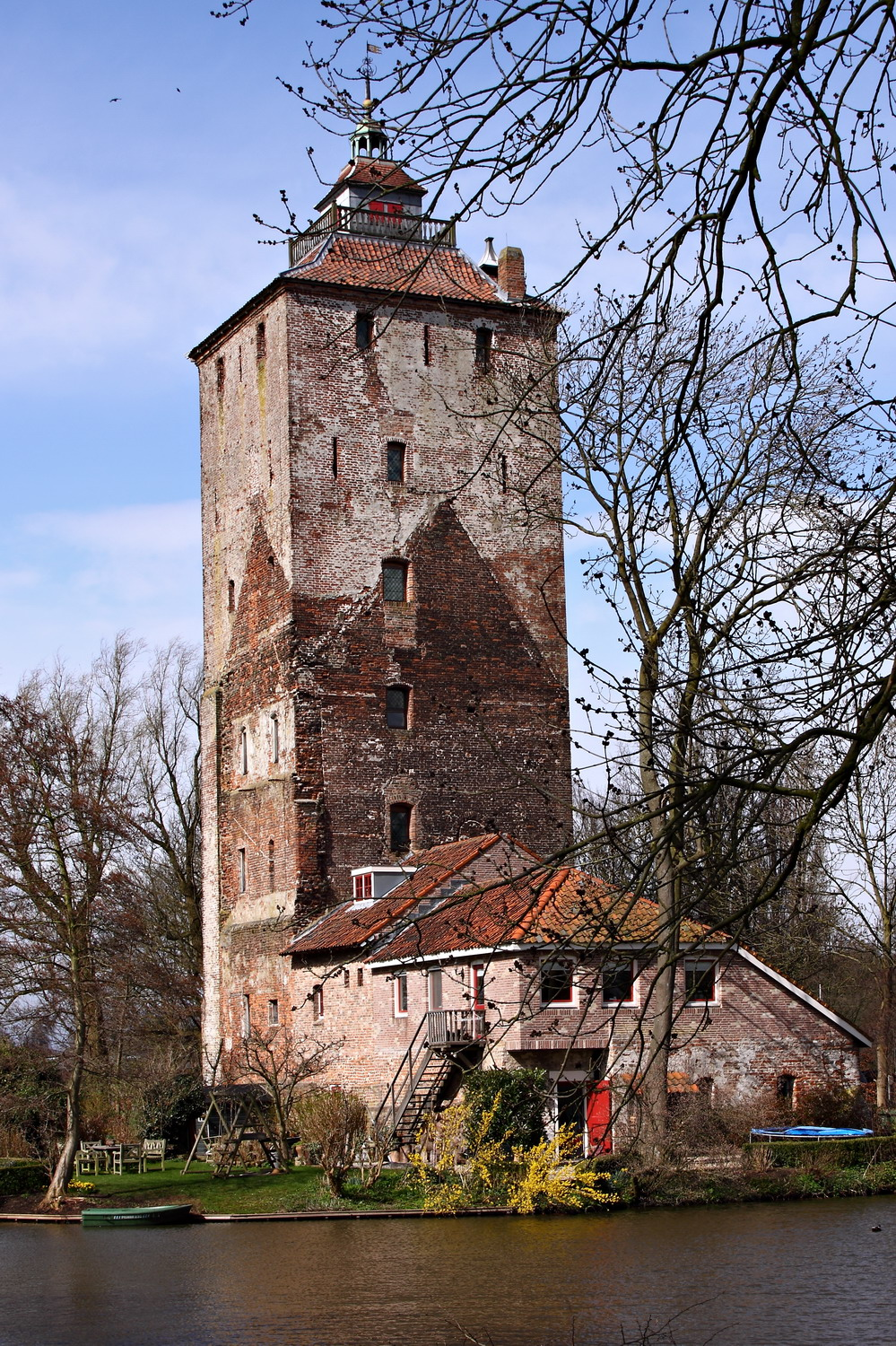
Den Ham

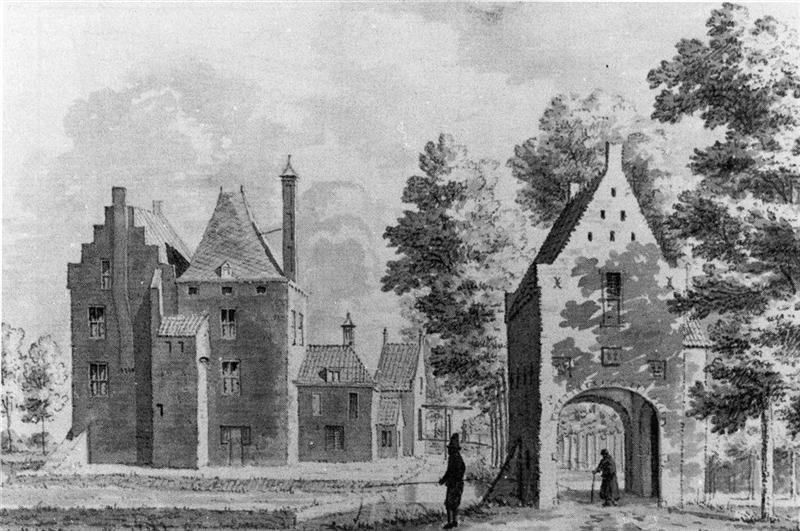
Den Engh in 1731 afgebeeld door L.P. Serrurier

Dr. Albertus Royaards (1720-1761), geneesheer
- Gisbertus Royaards (1750-1805), Koninklijk Pruisisch rentmeester te Huissen; trouwde in 1777 met Anna Elisabeth van Erpers (1754-1820)
  - Mr. Albertus Godefridus Gerhardus Royaards (1781-1839), raadsheer gerechtshof te Arnhem
    - Ds. Lodewijk Gerard Royaards (1830-1918), hervormd predikant te Oisterwijk
      - Willemina Helena Royaards (1870-1969); trouwde in 1902 met prof. mr. Anne Siberdinus de Blécourt (1897-1940), hoogleraar oudvaderlands recht aan de Rijksuniversiteit te Leiden
      - Wouter Royaards (1873-1930), firmant Mirandolle, Voûte & Co. te Semarang
        - Anna Helena Royaards (1916-1991); trouwde in 1936 met prof. dr. Willem Karel Hirschfeld (1906-1976), hoogleraar erfelijkheidsleer en zoötechniek kleine huisdieren aan de Rijksuniversiteit te Utrecht

      - Anna Helena Royaards (1875-1975); trouwde in 1902 met Frans Christiaan Abraham Herman Lucien Cavaljé (1864-1939), burgemeester
      - Lodewijk Gerard Roijaards (1877-1962), directeur Rotterdamsche Disconteringsbank N.V. te Rotterdam
        - Hendrik Willem Royaards (1915-1942), firmant Mirandolle, Voûte & Co. te Makasser
          - Drs. Marianne Louise Royaards (1939-2021); trouwde in 1964 met prof. drs. Roel den Dunnen (1939), secretaris-generaal Ministerie van Volkshuisvesting, Ruimtelijke Ordening en Milieubeheer, bijzonder hoogleraar planologie aan de Universiteit van Amsterdam

  - Mr. Cornelius Gerhardus Theodorus van Erpers Roijaards (1785-1862), belastingontvanger
    - Conradus van Erpers Roijaards (1821-1883)
      - Willem Johan van Erpers Roijaards (1855-1929), burgemeester
      - Aletta Wilhelmina van Erpers Roijaards (1859-1908); trouwde in 1889 met Jacobus Gijsbertus Snethlage (1852-1914), vice-admiraal, commandant der zeemacht Nederlands-Indië
- Prof. dr. Hermanus Royaards (1753-1825), gereformeerd predikant, hoogleraar godgeleerdheid aan de Rijksuniversiteit Utrecht
  - Prof. dr. Herman Johan Royaards (1794-1854), hervormd predikant, hoogleraar godgeleerdheid aan de Rijksuniversiteit Utrecht
    - Mr. Herman Roijaards (1826-1898), lid Provinciale en Gedeputeerde Staten van Utrecht, president-curator Rijksuniversiteit Utrecht; trouwde in 1854 met Benudina Maria van Naamen, vrouwe van Scherpenzeel (1827-1892)
      - Henriette Johanna Roijaards (1855-1932); trouwde in 1878 met jhr. mr. Henrick Maurits Jan van Asch van Wijck (1850-1910), jurist, lid gemeenteraad van Utrecht, lid Provinciale Staten van Utrecht, lid Tweede en Eerste Kamer der Staten-Generaal
      - Mr. dr. Willem Herman Johan Roijaards (1857-1929), lid gemeenteraad van Utrecht, dijkgraaf Grootwaterschap van Woerden, lid Provinciale Staten en lid Gedeputeerde Staten van Utrecht
      - Wilhelmina Sophia Royaards (1864-1903); trouwde in 1902 met jhr. dr. Schelto van Citters, heer van Gapinge (1865-1942), lid gemeenteraad van ‘s-Gravenhage, lid Tweede Kamer en lid Eerste Kamer der Staten-Generaal, commissaris der Koningin in Gelderland, president-curator Landbouw Hogeschool, voorzitter Nationaal Crisis Comité; hij hertrouwde in 1905 met Agatha Johanna van Naamen, vrouwe van de beide Eemnessen (1870-1919)
      - Mr. Anton Royaards, heer van Scherpenzeel (1869-1932), burgemeester van Scherpenzeel

    - Mr. Willem Jan Roijaards, heer van Den Ham en van Den Engh (1829-1897), lid gemeenteraad en wethouder van Utrecht, lid Provinciale Staten van Utrecht, lid Tweede Kamer der Staten-Generaal, hoogheemraad en dijkgraaf Lekdijk Bovendams
      - Herman Johan Roijaards (1857-1929), hoogheemraad Lekdijk Bovendams
      - Frederik Christiaan Hendrik Roijaards (1860-1917), burgemeester
        - Frédérique Christine Henriette Roijaards (1896-1969); trouwde in 1922 met mr. Alexander Loudon (1892-1953), ambassadeur, lid Raad van State, secretaris-generaal Permanent Hof van Arbitrage

      - Hendrik Willem Jan Roijaards, heer van Den Ham (1862-1937), burgemeester
        - Willem Jan Roijaards, heer van Den Ham (1901-1978), fruitkweker
          - Mr. Johanna Elisabeth Hubertha Roijaards, vrouwe van Den Ham (1932)

    - Mr. Godfried Johan Roijaards (1842-1904), secretaris van de Raad van State